# Mathilde Courjeau
 (janvier 2025).
Si vous disposez d'ouvrages ou d'articles de référence ou si vous connaissez des sites web de qualité traitant du thème abordé ici, merci de compléter l'article en donnant les références utiles à sa vérifiabilité et en les liant à la section « Notes et références ».
Mathilde Courjeau, née le 7 octobre 1986, est une animatrice de radio française.

## Biographie
En mars 2008, elle a été engagée comme animatrice sur NRJ entre 3h et 6h, dans le cadre de sa formation à la NRJ School session4 . NRJ School, dirigée respectivement par Marc Scalia et Jean-Marc Laurent, deux anciens animateurs phares de la station NRJ.
De septembre 2008 à août 2009, elle est animatrice sur Goom Radio. Ensuite, de septembre 2009 à août 2012, elle devient animatrice sur Virgin Radio, où elle présente d'abord, tous les soirs aux côtés de Tidav' et Thomas Caussé, l'émission musicale « Ça part en live » entre 20 h et 21 h, et de 20 h à minuit jusqu'en décembre 2010, et ensuite de janvier 2011 à août 2012, seule en semaine, entre minuit et 5 h, puis de minuit à 6 h.
De septembre 2012 à juillet 2019, elle interviewe des artistes sur RTL2.
De 2015 à 2019, elle anime Le Drive RTL2 en semaine de 16h à 19h avec Grégory Ascher puis avec  Éric Jean-Jean .
Elle est maintenant[Quand ?] professeure[Quoi ?].

## Référence
1. ↑  Jeremy, « Une nouvelle promotion pour la NRJ School », sur lezappingdupaf.com, 21 décembre 2007 (consulté le 14 août 2020).